# Wilków (województwo mazowieckie)
Wilków – wieś w Polsce położona w województwie mazowieckim, w powiecie warszawskim zachodnim, w gminie Leszno. Ma status sołectwa. Leży przy drodze wojewódzkiej nr 580 łączącej Warszawę z Sochaczewem.
W skład sołectwa Wilków wchodzi także wieś Plewniak}.
W latach 1975–1998 miejscowość należała administracyjnie do województwa warszawskiego.